# Christoph Wertwein
Christoph Wertwein (Pforzheim, 1512 – Vienna, 20 maggio 1553) è stato un vescovo cattolico austriaco.

## Biografia
Divenne predicatore generale sotto il regno di Ferdinando I d'Asburgo, divenendo dal 1550 vescovo di Wiener Neustadt. Per volere dell'Imperatore, fu designato vescovo di Vienna a partire dal 18 febbraio 1552, ma morì prima che potesse giungere la conferma pontificia.
Questa morte repentina fu conseguenza di un incidente, cadendo da cavallo.